# 120112 Elizabethacton
120112 Elizabethacton este o planetă minoră (asteroid) din centura de asteroizi. A fost descoperită pe 25 martie 2003 la Catalina Station⁠(d) de Catalina Sky Survey. 
Obiectul prezintă o orbită caracterizată de o semiaxă mare de 2,6946089812781 UAi, o excentricitate de 0,16, o înclinație de 3,8 ° în raport cu ecliptica.